# Volkseigenes Gut

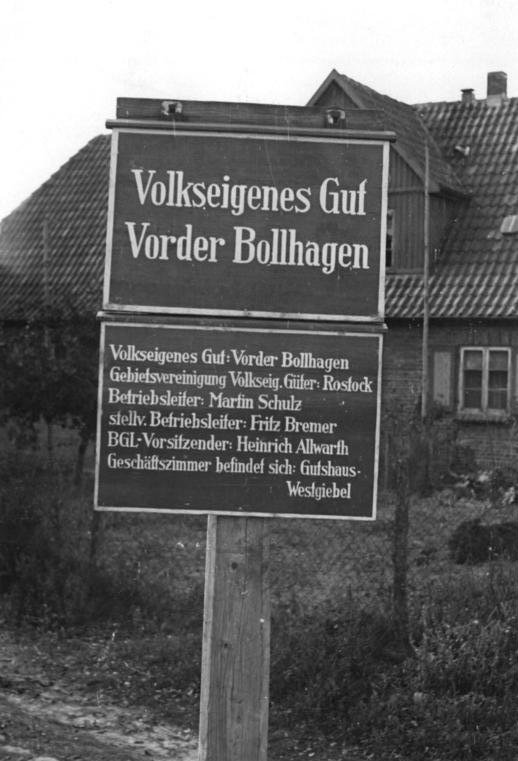
Toegang tot een VEG

Volkseigenes Gut (afgekort: VEG) in de Duitse Democratische Republiek (DDR) waren agrarische bedrijven/boerderijen in staatseigendom. VEG's kwamen vaak voort uit voormalige particuliere landbouwbedrijven, die als gevolg van de landbouwhervorming werden onteigend v/d eigenaren zonder vergoeding of ontstonden door opzegging van langlopende huurcontracten. 
Een Volkseigenes Gut was publiek eigendom en een agrarische tegenhanger van een Volkseigene Betrieb (VEB). VEG's werden geleid door een Werkleiter (fabrieksmanager/bedrijfsleider) volgens het principe van individueel beheer en vanaf 1956 door een directeur. In tegenstelling tot een Landwirtschaftliche Produktionsgenossenschaft (LPG) hadden de VEG-landarbeiders geen aandelen in de onderneming. De bezoldiging van arbeiders en ondersteuners werd geregeld in de Rahmenkollektivvertrag (RKV) (raamovereenkomst tussen vakbonden en bedrijfs- of staatsbeheer, die rechtstreeks van toepassing was en de basis vormde voor ondergeschikte cao's).
Na de Duitse hereniging in 1990 werden de activa van de VEG aan de Treuhandanstalt overgedragen.